# Роя (река, впадает в Балтийское море)
Роя (латыш. Roja) — река в Латвии, впадает в Рижский залив Балтийского моря. Длина — 72 км. Максимальная ширина — 5,4 м.
В верхнем течении также называется Виексте, в среднем течении — Абельупе.
Протекает в северо-западной части Латвии по территории Талсинского края. Крупнейший населённый пункт на реке — посёлок Роя.
При впадении речки в затоку возле села Роя обнаружены погребения викингов в ладьях.

## Притоки

### Левые притоки
- Силупите (7 км)
- Ручей Варзава (7 км)
- Велкумпе (16 км)

### Правые притоки
- Мазроя[3][4] (20 км);
- Верхнедунайский ров (5 км)
- Нижний ров (7 км)
- Жейжупе (6 км)